# Мишина, Анна Петровна
Мишина Анна Петровна (28 августа 1926 - 24 октября 2004) — советский и российский математик, специалист в области теории групп, абелевых групп. В 1949 году окончила механико-математический факультет Московского государственного университета. В 1952 году защитила кандидатскую диссертацию. С 1952 г. и до конца жизни работала в МГУ в должности ассистента, а эатем доцента. Является автором многочисленных статей по теории групп
, двух монографий. 